# Commission royale d'enquête sur les problèmes constitutionnels
La Commission royale d’enquête sur les problèmes constitutionnels, mieux connue sous le nom de Commission Tremblay, est une commission d'enquête établie en 1953 par une loi de l'Assemblée législative du Québec dans le but d'étudier «le problème des relations fédérales-provinciales au Canada du point de vue fiscal, dans le cadre de la lutte menée par Québec contre la politique centralisatrice d’après-guerre du gouvernement fédéral». Au terme d'un mandat de trois ans, un groupe de commissaires dirigés par le juge Thomas Tremblay remet un rapport en quatre tomes, qui, bien qu'ignoré par Maurice Duplessis, inspirera les politiques du gouvernement du Québec pendant la Révolution tranquille. 

## Contexte et création
La commission d'enquête est établie le 12 février 1953 par une loi de l'Assemblée législative du Québec alors que le gouvernement de Maurice Duplessis lutte contre une volonté centralisatrice du gouvernement fédéral du Canada qui s'est accentué au terme de la Deuxième Guerre mondiale. À la faveur de l'effort de guerre, les provinces avaient accepté de se départir de leur monopole sur les impôts directs en 1942, permettant au gouvernement fédéral de percevoir 2 258 381 000 $ au Québec entre 1941 et 1947, en échange d'une compensation de 102 930 972 $. Décidé à maintenir son monopole sur les impôts directs, Ottawa signe des ententes lui garantissant le droit de percevoir, moyennant certaines compensations, les impôts dans toutes les provinces à l'exception du Québec, qui refuse de reconduire l'accord de 1942.
Après la décision de l'Ontario, qui accepte l'offre du gouvernement fédéral en 1952, le Québec se trouve isolé et lourdement pénalisé. Duplessis persiste dans son refus de se plier aux exigences d'Ottawa, qui profite de l'occasion pour investir des champs de compétence réservés aux provinces en vertu de la constitution canadienne, comme l'éducation, au terme des travaux de la commission Massey (1949-1951),.
Le thème de l'autonomie provinciale ayant été accueilli assez froidement par les électeurs lors de l'élection générale québécoise de 1952, Duplessis se retrouve politiquement affaibli et impuissant à stopper la politique centralisatrice du gouvernement canadien. Il trouve, cependant, des appuis à sa cause chez des nationalistes de Montréal, regroupés aux Hautes études commerciales, au département d'histoire de l'Université de Montréal, à la revue L'Action nationale, au journal Le Devoir et à la Chambre de commerce de Montréal, des groupes souvent hostiles au gouvernement de l'Union nationale.

## Publication du rapport
Le rapport de la Commission Tremblay en quatre volumes a été remis au premier ministre Duplessis le 15 février 1956. Décrit par des historiens comme «le fruit d'un travail sérieux et considérable», il est néanmoins reçu avec méfiance par le premier ministre qui en retarde la diffusion publique pendant près de deux mois. Ce retard provoque une polémique dans Le Devoir à qui le gouvernement refuse une copie du rapport. André Laurendeau parle d'un «fiasco concerté».
Sur le fond, le premier volume fait l'historique des relations fédérales provinciales depuis 1867 et conclut que la formule des subventions conditionnelles, la plus souvent offerte par Ottawa, a toujours été refusée par le Québec, ce qui en définitive fait en sorte que les Québécois paient pour un système dont ils ne tirent aucun avantage.
Le deuxième volume aborde le «problème des cultures» ; définit les notions de culture, société et nation ; et analyse toutes les facettes du fédéralisme.
Le troisième volume définit les besoins de la société canadienne-française et recommande une série de mesures à mettre en place par le législateur québécois en matière de culture, d'immigration, de santé et d'éducation et une réforme du régime fiscal. Le rapport propose également un fédéralisme renouvelé où le Québec est le «foyer national du Canada français» et le «gardien principal de l'une des deux cultures en présence au Canada».